# Knife Party
Knife Party er en australsk electrohouse- og dubstepduo som består af Rob Swire og Gareth McGrillen. De har flere store hits og har blandt andet samarbejdet med det svenske band Swedish House Mafia.
Knife Party har en ny EP som hedder Haunted House. EP'en har fire melodier som hedder: EDM "Deathmachine", LRAD, "Power Glove" og "Internet Friends VIP". Knife Partys foregående EP hedder "100% No Modern Talking", som har også fire melodier, "Internet Friends", "Destroy Them With Lasers", "Tourniquet", "Fire Hive". Deres anden EP hedder "Rage Valley". EP'ens melodier hedder "Bonfire", "Centipede", "Sleaze" og "Rage Valley". Knife Party har også lavet såkaldte VIP-remixes (en single og syv upublicerede melodier), som kun er blevet uddelt til deres VIP-medlemmer.